# Pre-dreadnought

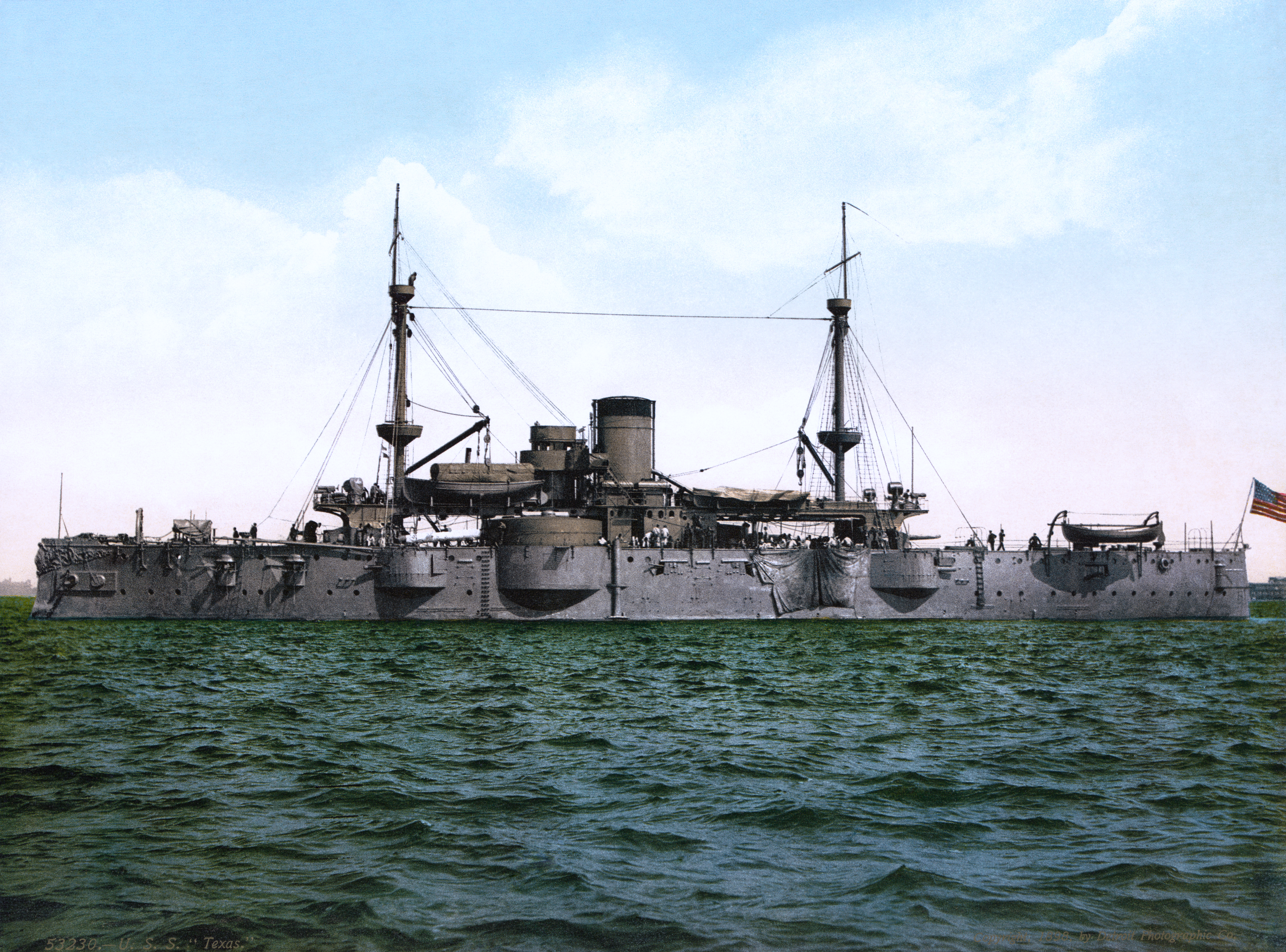
El USS Texas, construido en 1892, fue el primer acorazado de la Armada de los Estados Unidos. Fotocromo impreso en torno a 1898.

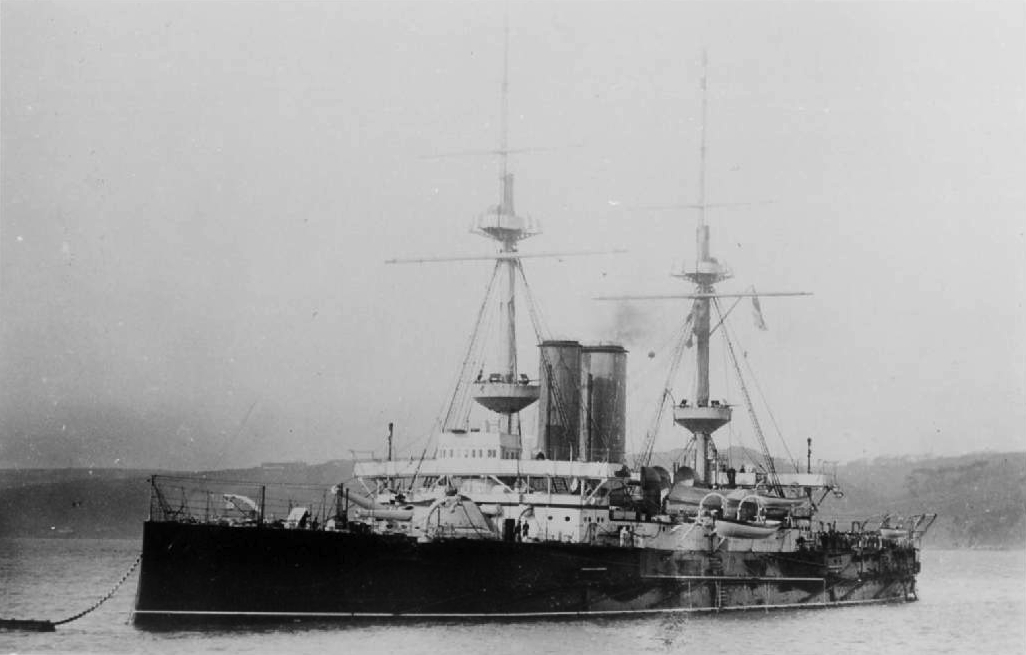
HMS Ocean, típico acorazado pre-dreadnought.

Pre-dreadnought es el término general para referirse los acorazados oceánicos construidos entre 1890 y 1905. Los pre-dreadnoughts reemplazaron a los ironclad, buques de guerra predominantes en las décadas de 1870 y 1880. Estaban construidos en acero, y protegidos por un blindaje de acero endurecido, los pre-dreadnought típicos portaban una batería principal de cañones de muy grueso calibre en torretas, apoyada por una batería secundaria más ligera. Su propulsión corría a cargo de máquinas de vapor de triple expansión alimentadas con carbón.
En contraste con el caótico desarrollo de los ironclad en las décadas precedentes, la década de 1890 vio como las armadas del mundo construían acorazados con diseños similares, siguiendo esencialmente la pauta marcada por la británica clase Majestic. La similitud en los acorazados en la década de 1890 se vio subrayada por el incremento de buques construidos. Las nuevas potencias navales como Alemania, Japón y Estados Unidos comenzaron a establecer sus flotas de pre-dreadnought, mientras que armadas como las de Gran Bretaña, Francia y Rusia se expandían con ellos para hacer frente a estas nuevas amenazas. El choque decisivo entre flotas de pre-dreadnought, tuvo lugar entre la Armada Imperial Rusa y la Armada Imperial Japonesa durante la batalla de Tsushima el 27 de mayo de 1905.
Estas docenas de acorazados quedaron repentinamente obsoletos con la aparición del HMS Dreadnought en 1906. El Dreadnought siguió la tendencia de adoptar un diseño con toda la artillería de grueso calibre, al igual que el nuevo buque, que contaba con un esquema de diez piezas de 305 mm (12”). Su innovadora maquinaria con turbinas de vapor también lo hacía más rápido. Los acorazados previos quedaron desfasados y señalados desde ese momento como pre-dreadnought, mientras que los nuevos acorazados, que seguían las pautas de diseño marcadas por el nuevo buque, serían conocidos desde entonces como dreadnought; a pesar de esto, los acorazados pre-dreadnought jugaron un importante papel en la Primera Guerra Mundial e, incluso, llegaron a participar algunas unidades en la Segunda Guerra Mundial.

## Evolución

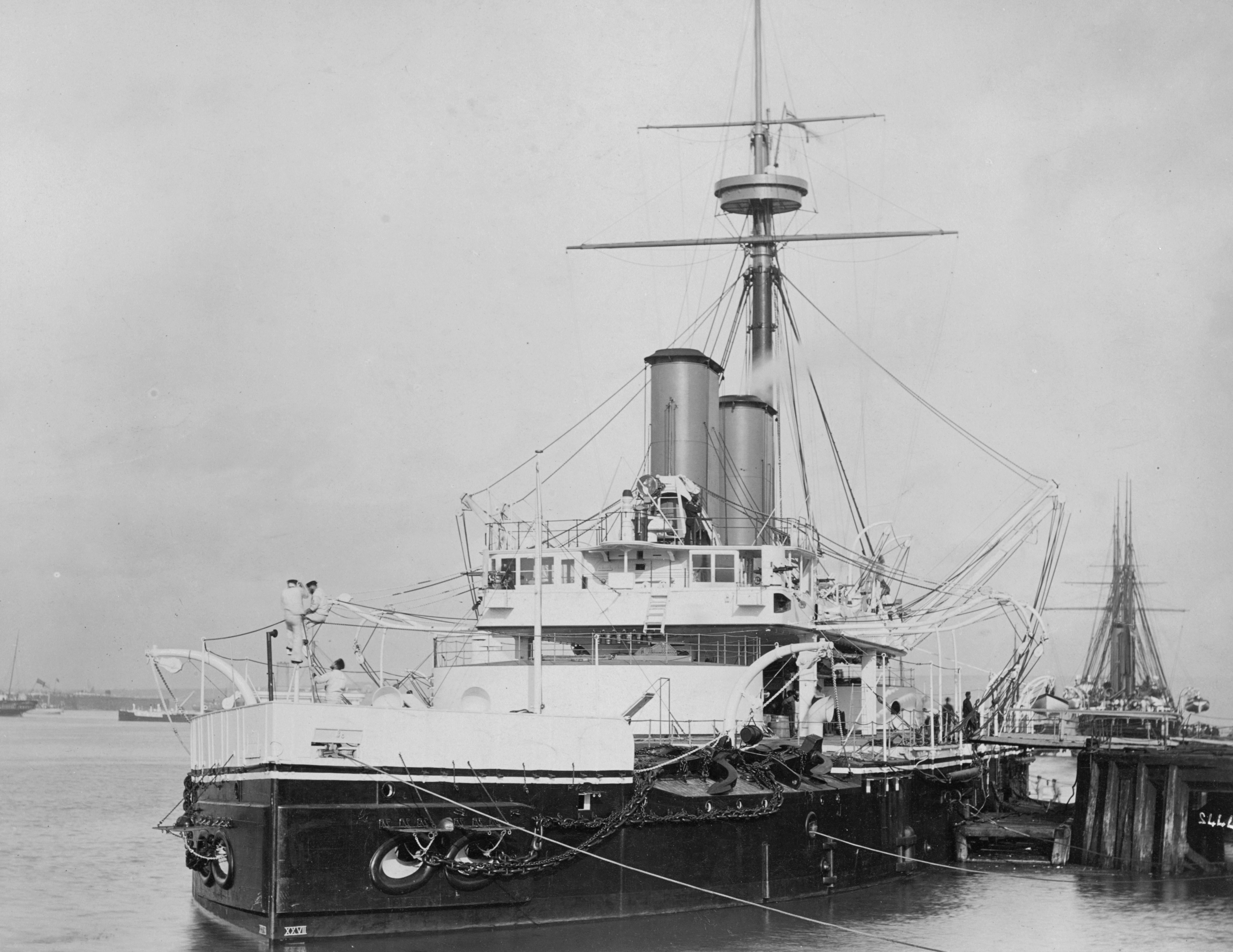
El HMS Dreadnought muestra el bajo francobordo típico de los primeros buques torreta - ironclad. Botado en 1875, no debe confundirse con su famoso sucesor botado en 1906, que marcó el final de la era pre-dreadnought.

Los pre-dreadnought evolucionaron desde los ironclad. Los primeros ironclad o fragatas blindadas —La Gloire y Warrior— eran muy parecidos a fragatas a vela, con tres mástiles y baterías en las bandas, cuando fueron asignadas a comienzos de la década de 1860. Solo ocho años después fue botado el primer monitor con parapeto, el HMVS Cerberus, seguido tres años después del HMS Devastation, un buque mucho más parecido a un acorazado y el primer monitor oceánico de parapeto. Carentes de mástiles, los dos buques portaban cuatro cañones de grueso calibre en dos torretas, una a proa y otra a popa. El Devastation era un monitor con parapeto, construido para atacar costas y puertos; debido a su muy bajo francobordo, carecía de la navegabilidad necesaria para combatir en alta mar, ya que su cubierta podría verse barrida por el agua e interferir el trabajo de sus cañones. Las principales armadas del mundo aún continuaron construyendo buques con mástiles, sin torretas y con suficiente francobordo para combatir en alta mar.

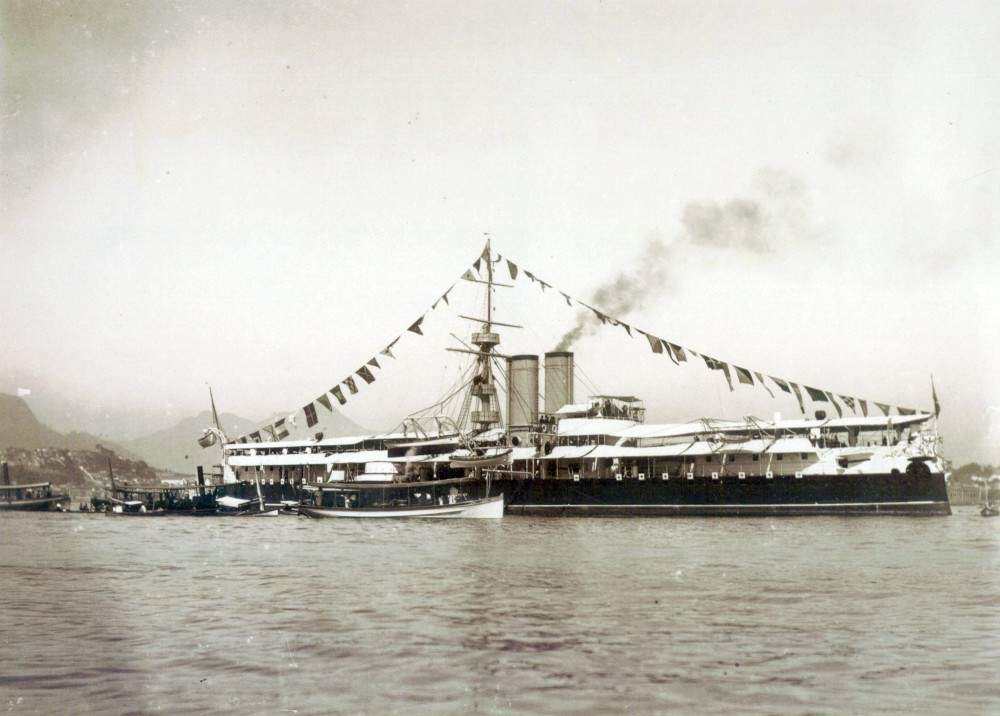
El acorazado brasileño Riachuelo, botado en 1883.

La distinción entre los acorazados de asalto/defensa costera y los acorazados oceánicos dejó de ser nítida con la clase Admiral, ordenada en 1880. Estos buques, reflejaban el desarrollo del diseño de un ironclad, protegidos por un blindaje compuesto de hierro y acero, mejor que el de hierro forjado. Equipados con cañones de retrocarga de entre 305 y 413 mm, los Admiral continuaron con la tendencia de los ironclad de portar cañones de grueso calibre. Estos cañones estaban montados en barbetas abiertas para aligerar peso. Algunos historiadores ven en estos buques un paso vital para el desarrollo de los pre-dreadnoughts, mientras que otros los ven como una confusión o un diseño no exitoso.

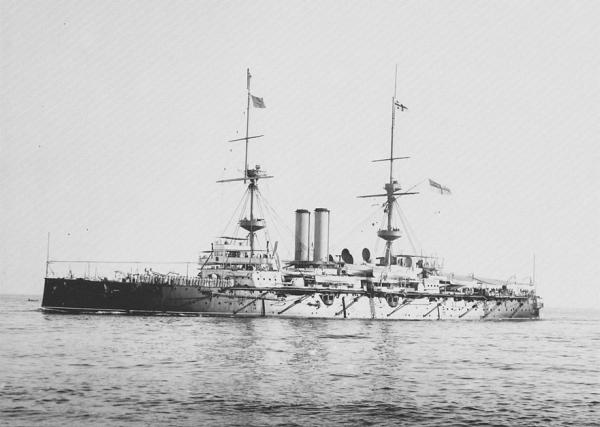
El HMS Ramillies fue el cuarto buque de la influyente clase Royal Sovereign.

La siguiente clase Royal Sovereign de 1889 retenía las barbetas, pero estaba uniformemente armado con cañones de 343 mm; era también significativamente mayor, con 14 000 t de desplazamiento, y más rápido que los buques de clase Admiral, debido a sus máquinas de vapor de triple expansión. Hay que reseñar que los Royal Sovereign, contaban con un alto francobordo, que remarcaba inequívocamente su capacidad para actuar como acorazado oceánico.
Los diseños pre-dreadnought alcanzaron su madurez con la clase Majestic, de los cuales, el líder de su clase fue botado en 1895. Estos buques, estaban construidos y blindados en su totalidad en acero, y sus cañones, estaban montados en barbetas totalmente cerradas, inevitablemente nombradas como torretas. Adoptaron como armamento principal cañones navales de 305 mm Mk VIII, que debido a los avances en el vaciado de la fundición y en el propelente, era más ligero y más potente que cañones precedentes de mayor tamaño. Los Majestic proporcionaron un modelo para la construcción de acorazados en la Royal Navy y en otras armadas para los años siguientes.

## Armamento

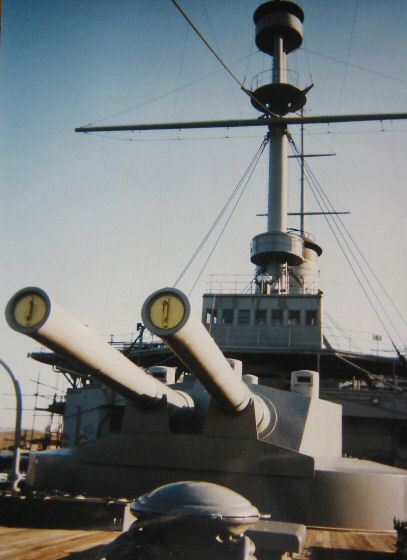
Cañones de grueso calibre de proa del Mikasa.

Los pre-dreadnought portaban diferentes calibres en sus cañones para los diferentes papeles en el combate buque contra buque. El armamento principal, se componía de cuatro cañones de grueso calibre montados en dos torretas sobre la línea de crujía, una a proa y otra a popa. Muy pocos pre-dreadnought se desviaron de esta disposición para el armamento principal, como el Pelayo con solo dos cañones principales, o los clase Brandenburg con seis. Estos cañones tenían inicialmente una baja cadencia de disparo y una precisión limitada; sin embargo, era el único armamento con suficiente potencial como para penetrar el blindaje que protegía las máquinas, santabárbaras y armamento principal de los acorazados enemigos.
El calibre más común para el armamento principal eran los 305 mm (12”); los acorazados británicos desde la clase Majestic portaban cañones de este calibre, así como los franceses de la clase Charlemagne, puesta en grada en 1894. Japón importó muchos de estos cañones de Gran Bretaña. Los Estados Unidos usaron cañones de 305 y 330 mm hasta la Clase Maine, puesta en grada en 1899, que unificó los calibres a 305 mm. Rusia usó 305 y 254 mm; los Petropavlovsk, Retvizan, Tsesarevich y Borodino portaban cañones de 305 mm, mientras que la  Peresviet los portaba de 254. Los primeros pre-dreadnought alemanes usaban cañones de 280 mm, aunque después pasaron a usar 240 mm, volviendo a los 280 mm con la clase Braunschweig.

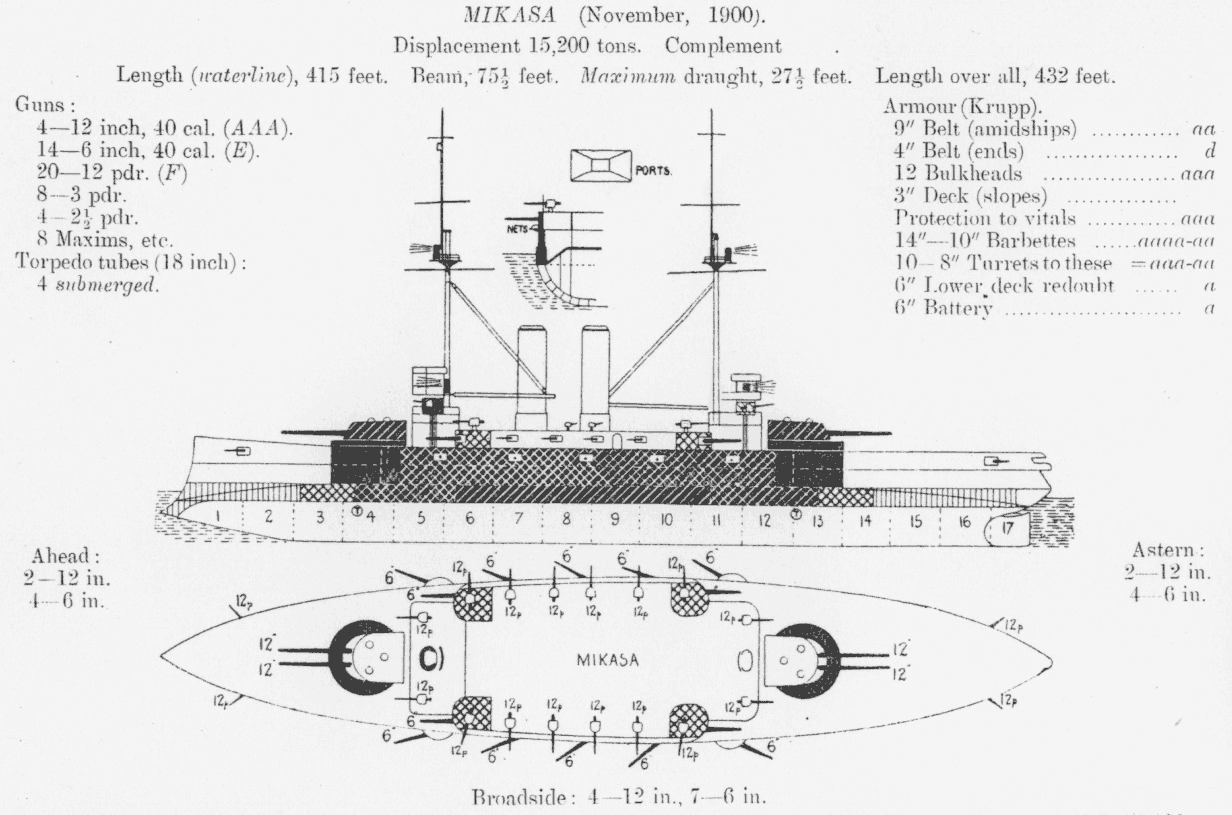
Mikasa, un típico pre-dreadnought en muchos aspectos; nótese la disposición de las baterías secundaria y terciaria, y la concentración de blindaje en las torretas y las zonas del aparato motriz.

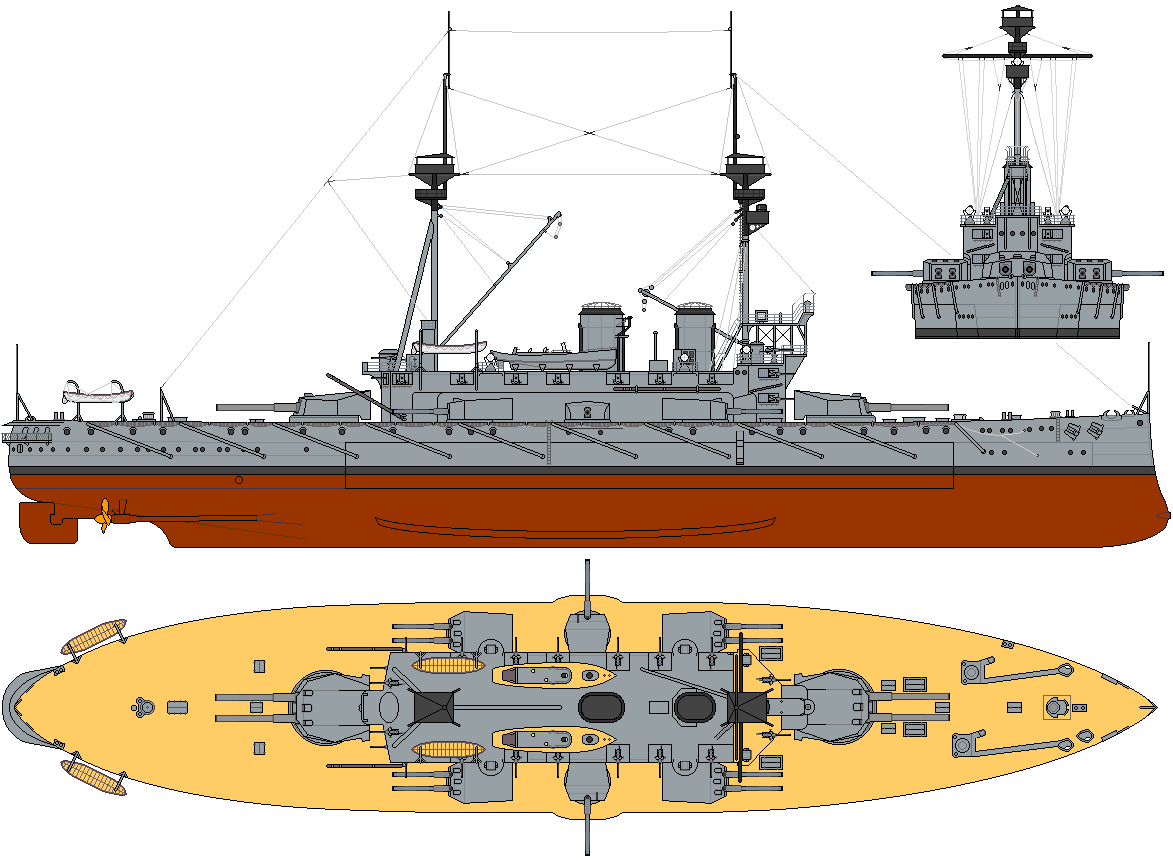
El HMS Agamemnon, otro ejemplo de batería secundaria, con cuatro cañones de 305 mm (dos a proa y dos a popa) como batería principal, y diez cañones de 234 mm como batería intermedia, 5 a cada banda a mitad del buque.

Mientras que el calibre de la batería principal se mantenía constante, las mejoras en los cañones consistieron en un alargamiento de sus cañas. La introducción de propelentes de combustión lenta como la nitrocelulosa y la cordita, unidas al aumento de la longitud de la caña, consiguió una mayor velocidad de salida del proyectil, lo que implicaba más alcance y más poder de penetración para el mismo calibre. Entre la clase Majestic y el Dreadnought, la longitud de las cañas de los cañones de 305 mm había pasado de 35 (10,65 m) a 45 calibres (13,75 m), y la velocidad de salida se había incrementado desde los 737 m/s hasta los 830 m/s.
Los pre-dreadnought también portaban una batería secundaria. Esta consistía normalmente en pequeños cañones, normalmente de 152 mm, aunque podían oscilar entre los 100 y los 230 mm. Normalmente, estos cañones eran de tiro rápido, y empleaban distintas innovaciones para conseguir una mayor cadencia de disparos. El propelente estaba incluido en un cartucho con mecanismo de ignición posterior para permitir una rápida recarga.
El papel de la batería secundaria era dañar las zonas menos blindadas de los acorazados enemigos, ya que eran incapaces de penetrar la correa principal. También eran empleadas para iniciar fuegos, o intentar impactar en el puente. Eran igualmente importantes en su uso contra los cruceros, destructores y torpederos enemigos. La batería secundaria podía estar dispuesta de distintas maneras, algunas veces en torretas, otras en posiciones fijas en casamatas blindadas a lo largo del casco, o en posiciones sin blindaje sobre la cubierta.

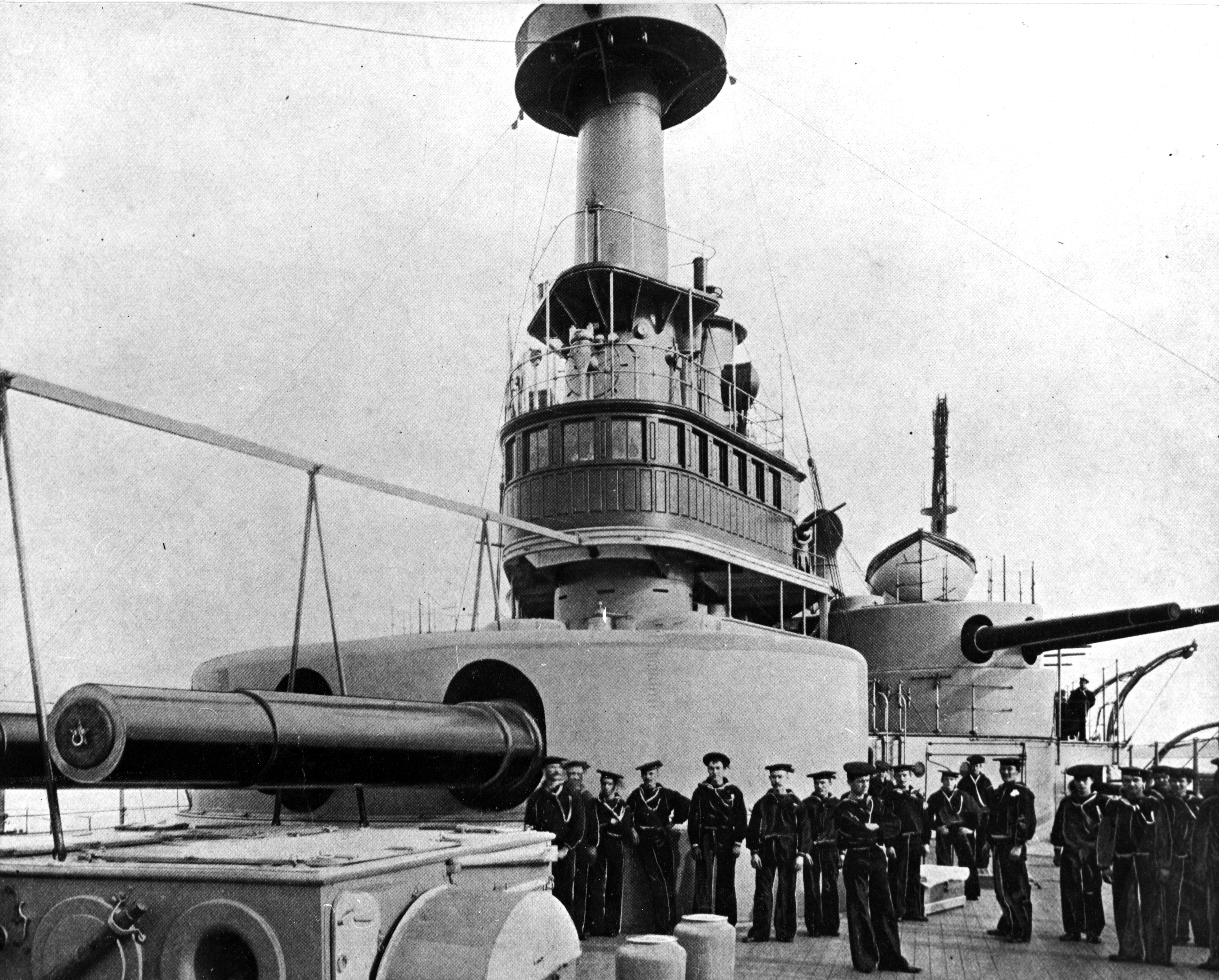
El USS Indiana. En primer plano, la batería principal. A la derecha de la imagen, un ejemplo de batería intermedia.

Algunos pre-dreadnought portaban una batería «intermedia» con calibres que oscilaban entre los 203 y los 254 mm. La batería intermedia, era una forma de aumentar la potencia de fuego en el mismo buque, principalmente para su uso a largo alcance contra otros acorazados. Los Estados Unidos fueron pioneros en la inclusión de estas baterías intermedias, en los Indiana, Iowa y Kearsarge, pero no la incluyeron en los acorazados puestos en grada entre 1897 y 1901. Poco después de que la Armada de los Estados Unidos volviera a utilizar la batería intermedia, las armadas británica, italiana, rusa, francesa y japonesa pusieron en grada buques con batería intermedia. Esta última generación de acorazados pre-dreadnought con batería intermedia, casi todos finalizados después que el Dreadnought, quedó anticuada antes de que se completase la construcción de los barcos.
Durante la época de los pre-dreadnought, el alcance a que se producían los combates se fue incrementando; durante la guerra sino-japonesa de 1894-1895 los combates se producían a unos 1900 m, mientras que en la batalla del mar Amarillo de 1904, las flotas rusa y japonesa abrieron fuego a una distancia de en torno a 14,8 kilómetros, para acercarse hasta los 6500 m. En parte el incremento de la distancia a la que se producían los combates se debía al corto alcance de los torpedos, y en parte a las mejoras en la artillería y control de tiro. En consecuencia, los astilleros comenzaron a incluir pesadas baterías secundarias, de los mismos calibres que las baterías intermedias; los últimos pre-dreadnought de la Royal Navy, la clase Lord Nelson, portaban 10 cañones Mk XI de 234 mm como armamento secundario. Los buques con un armamento secundario uniforme y de grueso calibre son nombrados en ocasiones como semi-dreadnought.
El armamento de los pre-dreadnought, se veía completado por una batería terciaria de fuego rápido, que oscilaba desde los 88 mm hasta las ametralladoras. Su papel era proporcionar cobertura a corto alcance contra los torpederos y dañar las cubiertas y superestructuras de los acorazados enemigos a corta distancia.
Adicionalmente a su armamento artillero, algunos acorazados pre-dreadnought estaban equipados con tubos lanzatorpedos, que podían localizarse tanto sobre la línea de flotación como bajo esta. En la época de los pre-dreadnought normalmente eran de 460 mm, con un alcance efectivo de unos 900 m, aunque no se conoce ningún caso de acorazado que impactara a otro buque con un torpedo.

## Protección

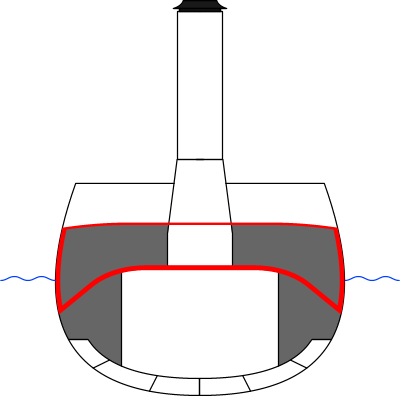
Esquema de la sección típica de un acorazado pre-dreadnought con cubiertas media y superior blindadas y un cinturón blindado, protección lateral gracias a los almacenamientos de carbón (gris), y doble fondo en los compartimientos bajo el agua. La maquinaria se encontraba dispuesta en la zona protegida en el interior.

Los acorazados pre-dreadnought portaban un considerable peso de blindaje de acero. La experiencia mostraba que, en vez de dar un blindaje uniforme, era más efectivo concentrar el blindaje en las áreas críticas. La sección central de casco, que albergaba calderas y máquinas, estaba protegida por un cinturón blindado que cubría desde justo debajo de la línea de flotación hasta una distancia sobre esta. Este «reducto central» estaba dedicado a proteger la maquinaria hasta de los más potentes proyectiles. El armamento principal, y las santabárbaras, estaban protegidos por proyecciones de blindaje contra el cinturón principal. El comienzo de la era pre-dreadnought se vio marcado por el cambio de las barbetas abiertas a los montajes en torretas cerradas.

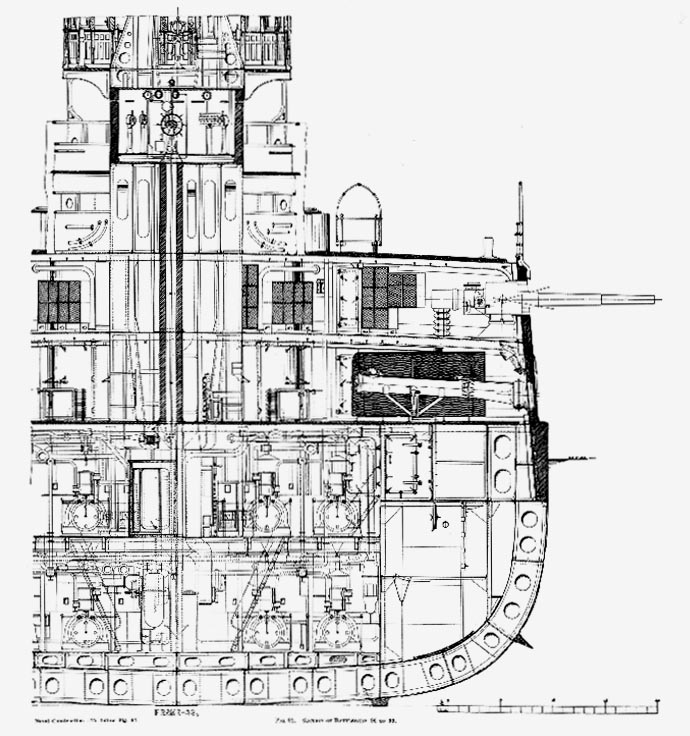
Sección del USS Kearsarge, mostrando el esquema de blindaje del buque.

El cinturón principal normalmente adelgazaba su espesor según se acercaba a los extremos del buque; en algunos casos, también se adelgazaba este espesor según subía hasta las superestructuras. La cubierta solía tener un blindaje ligero de entre 51 y 101 mm de acero. Este blindaje ligero era para prevenir que los proyectiles de alto poder explosivo arruinaran las superestructuras del buque.
Los acorazados de la década de 1880, imitando a los de la clase Royal Sovereign, estaban protegidos con un blindaje compuesto formado por hierro y acero. Este esquema fue reemplazado por un blindaje más efectivo de acero reforzado usando el proceso Harvey, desarrollado en Estados Unidos. Sus primeras pruebas fueron en 1891, y fue común en los buques puestos en grada entre 1893 y 1895. Aunque este reinado fue corto; en 1895, el acorazado alemán Kaiser Friedrich III fue pionero en la utilización del blindaje Krupp; Mientras en Europa se adoptaba el blindaje Krupp, únicamente los Estados Unidos persistieron con la utilización del Harvey hasta comienzos del siglo XX. Las mejoras en la calidad del blindaje implicaron que los nuevos buques podían portar una mejor protección con un cinturón blindado más ligero. 305 mm de blindaje compuesto ofrecían la misma protección que 191 mm de acero Harvey o que 121 mm de acero Krupp.

## Propulsión

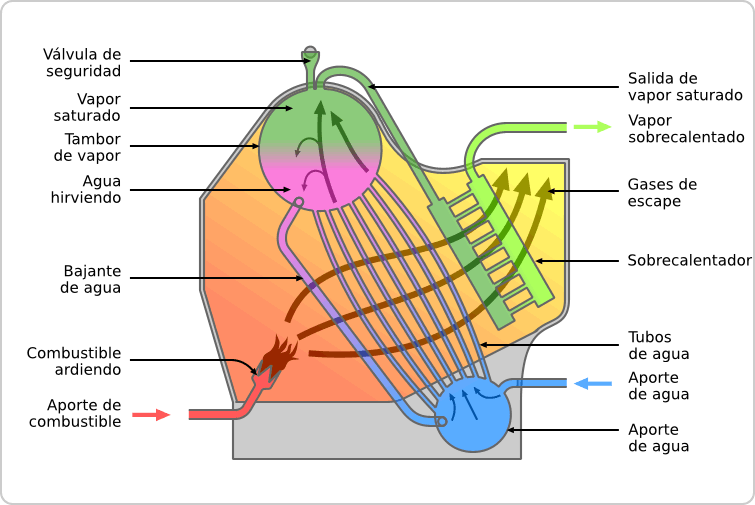
Las calderas acuotubulares eran el método más eficiente para producir vapor a alta presión para las máquinas de vapor de pre-dreadnought.

Todos los pre-dreadnought estaban motorizados con máquinas de vapor alternativas, que les permitían alcanzar velocidades de entre 16 y 18 nudos. Los ironclad de la década de 1880 usaban máquinas de vapor de doble expansión, pero al final de la citada década se pasó a las más eficientes de triple expansión. Algunas flotas, aunque entre ellas no la británica, adoptaron las de cuádruple expansión.

El funcionamiento de una máquina de vapor de triple expansión. El vapor a alta presión se utiliza tres veces para producir la energía motriz, enfriándose gradualmente mientras se utiliza.

La principal mejora en la era de los pre-dreadnought vino por la adopción de una cada vez mayor presión del vapor de las calderas. Las primeras calderas cilíndricas fueron reemplazadas por las más eficientes calderas acuotubulares, que permitían alcanzar una mayor presión de vapor con un consumo menor de combustible. Las calderas acuotubulares eran también más seguras, reducían el riesgo de explosión y eran más flexibles que las calderas cilíndricas. Las calderas acuotubulares Belleville fueron introducidas en la flota francesa a principios de 1879, pero hasta 1894 no llegaron a la Royal Navy, donde fueron adoptadas para los cruceros acorazados y pre-dreadnought; otras calderas acuotubulares fueron adoptadas por armadas de todo el mundo.
Las máquinas accionaban entre dos y tres hélices. Francia y Alemania se decantaban por tres hélices, lo que le permitía proteger más fácilmente las máquinas, al ser más pequeñas; también eran más maniobrables, y tenían más resistencia a daños accidentales. Sin embargo, generalmente, eran más largos y pesados que los buques con dos hélices, que eran preferidos por otras armadas.
Durante la era de los pre-dreadnought, el carbón fue el combustible utilizado en exclusiva, aunque algunas armadas empezaron a experimentar con combustibles líquidos a finales de la década de 1890. Podía obtenerse un nudo extra o dos, «forzando el tiro» de las calderas bombeando aire a los hornos, pero con el riesgo de dañar las calderas.

## Flotas y batallas depre-dreadnought

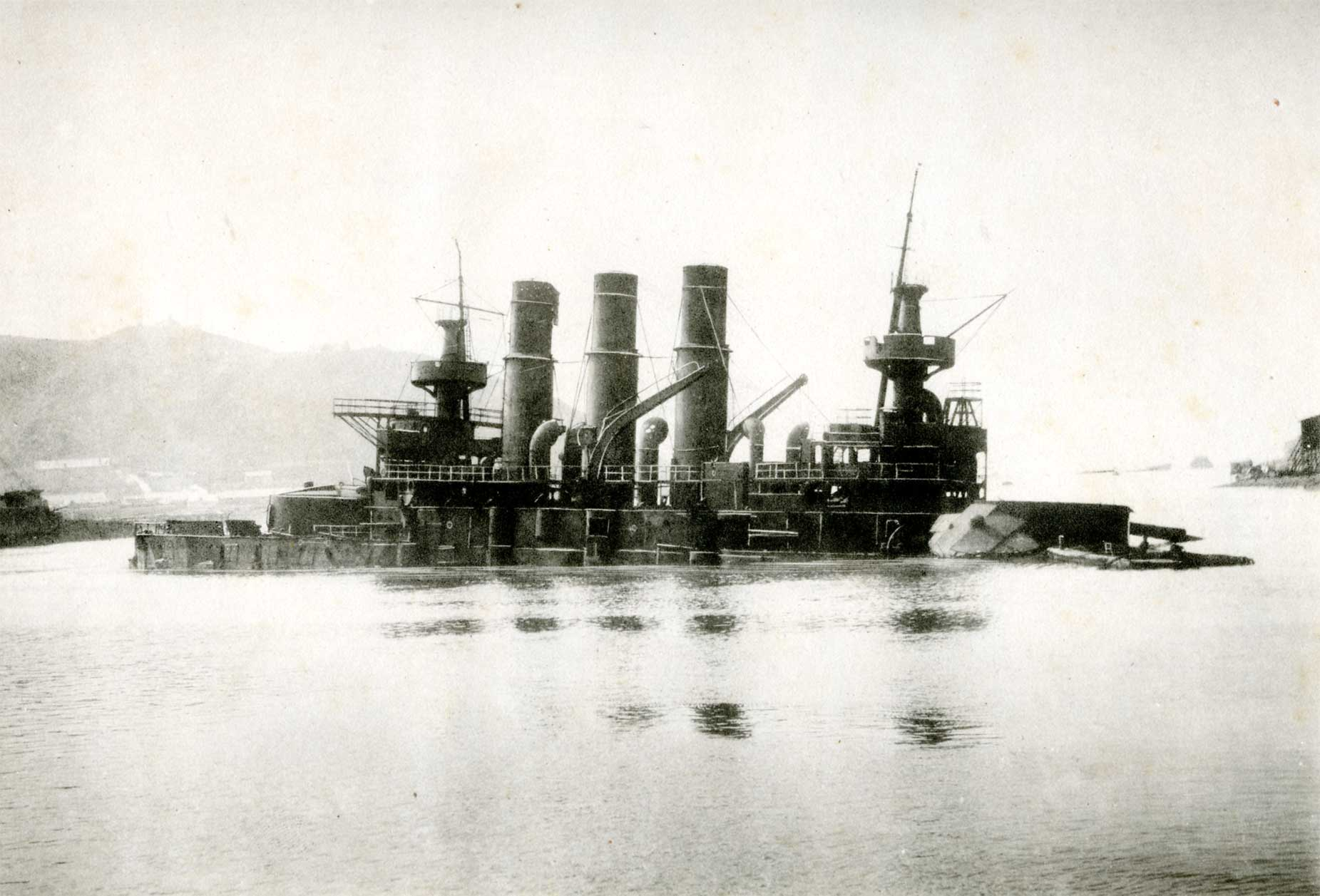
Acorazado ruso Retvizan hundido en Port Arthur.

El acorazado pre-dreadnought en su apogeo era la base de unas muy diversas armadas. Muchos viejos ironclad continuaban en servicio. Los acorazados servían junto a cruceros de diversas descripciones: modernos cruceros acorazados, que eran esencialmente acorazados de corte bajo, ligeros cruceros protegidos, y antiguos cruceros no protegidos, goletas y fragatas, construidos en acero, hierro o madera. Las mayores amenazas para los acorazados eran los torpederos y, construidos para hacerles frente, los primeros destructores, que vieron la luz durante esta época, aunque simultáneamente era construido el primer submarino efectivo.
Aunque los pre-dreadnought eran adoptados por todo el mundo, no hubo enfrentamientos entre acorazados pre-dreadnought hasta el final de su etapa. La primera guerra sino-japonesa de 1894–95 influyó en el desarrollo de los pre-dreadnought, pero en ella los enfrentamientos fueron entre acorazados chinos y cruceros japoneses. La guerra hispano-estadounidense de 1898 vio la misma situación, con pre-dreadnought en la flota estadounidense enfrentándose a los cruceros españoles. No fue hasta la guerra ruso-japonesa de 1904-1905 cuando se produjo un enfrentamiento entre flotas de pre-dreadnought. Esto sucedió en tres batallas: la victoria táctica rusa durante la batalla de Port Arthur del 8–9 de febrero de 1904, la no decisiva batalla del Mar Amarillo del 10 de agosto de 1904, y la victoria decisiva japonesa en la batalla de Tsushima del 27 de mayo de 1905.
La diplomacia de cañonero era normalmente llevada a cabo por cruceros o pequeños buques de guerra. Una escuadra británica formada por tres cruceros protegidos y dos cañoneros, consiguió la capitulación de Zanzíbar en 1896; y aunque fueron desplegados acorazados en la flota combinada occidental durante el levantamiento de los bóxers, la mayor parte de las acciones navales fueron realizadas por cañoneros, balandras y destructores.

### Europa

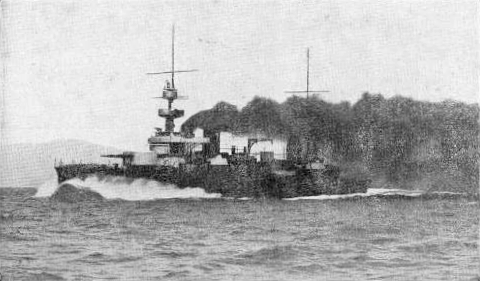
Acorazado francés Justice.

Las armadas europeas, mantuvieron el dominio en la era del pre-dreadnought. La Royal Navy británica, se mantuvo como la mayor flota del mundo, sin embargo, tanto los rivales tradicionales, como las nuevas potencias, intentaron terminar con esta supremacía.

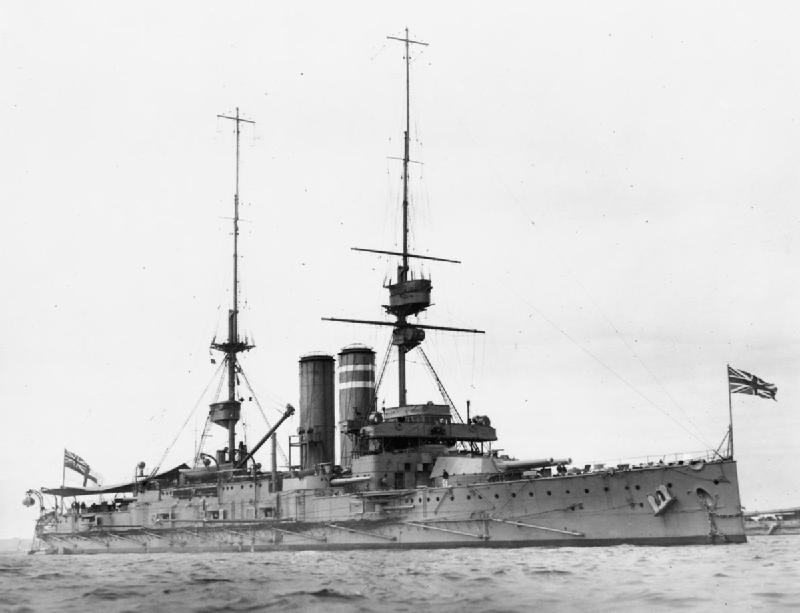
El HMS Dominion de la clase King Edward VII fue botado al final de la era pre-dreadnought, en 1903.

En 1889, Gran Bretaña, adoptó formalmente el estándar 'Dos fuerzas' consistente en construir los suficientes acorazados, como para exceder a las dos siguientes potencias navales combinadas, en ese momento Francia y Rusia, que llegaron a ser formalmente aliados a comienzos de la década de 1890. Las clases Royal Sovereign y Majestic fueron seguidos por un programa regular de construcción a un ritmo mucho más rápido que en años anteriores. Las clases Canopus, Formidable, Duncan y King Edward VII aparecieron en una rápida sucesión entre 1897 y 1905. Contando los dos buques ordenados por Chile, pero tomados por Gran Bretaña, la Royal Navy, poseía 39 acorazados pre-dreadnought listos o en construcción en 1904, comenzando la cuenta con los Majestic. Los últimos pre-dreadnoughts británicos, los clase Lord Nelson, aparecieron tras el Dreadnought.
La tradicional rivalidad franco-británica, se vio pausada en la década de 1880 debido a la influencia de la doctrina Jeune Ecole, que favorecía a los torpederos sobre los acorazados. Tras el abandono de esta doctrina, Francia puso en grada su primer acorazado, el Brennus, en 1889. El Brennus y los buques que le siguieron, fueron buques individuales, en oposición a las clases británicas compuestas por varios buques; también portaban cañones de grueso calibre, con el Brennus portando tres piezas de 340 mm, y los buques siguientes, con dos de 305 mm y dos de 275 mm. La clase Charlemagne, puesta en grada entre 1894 y 1896, fue la primera en adoptar el estándar de 4 cañones de 305 mm en dos torretas dobles para su armamento de grueso calibre. La Jeune Ecole retenía aún una fuerte influencia en la estrategia naval francesa, y a finales del siglo XIX, Francia abandonó la competición con Gran Bretaña en lo que al número de acorazados se refiere. Francia, fue uno de los países que más sufrió la revolución Dreadnought, con los cuatro buques de la clase Liberté en construcción cuando el Dreadnought fue botado, y los seis de la clase Danton comenzados posteriormente.

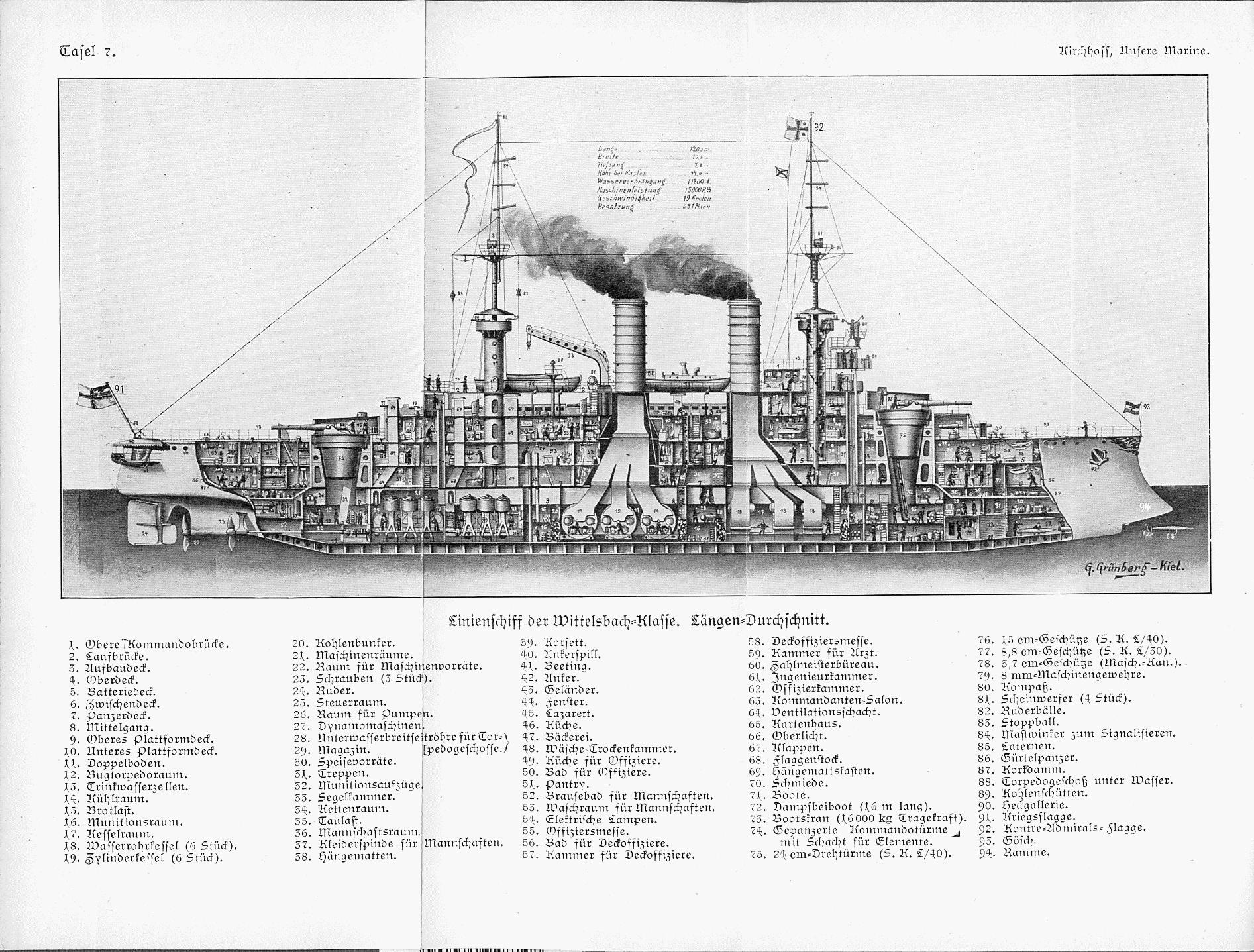
Sección del pre-dreadnought alemán Wittelsbach de en torno a 1914.

Alemania comenzó la construcción de su armada oceánica a principios de la década de 1890, pero en 1905 se vio envuelta en una carrera armamentística naval con Gran Bretaña. Los primeros acorazados pre-dreadnoughts alemanes, la clase Brandenburg, fueron puestos en grada en 1890. Desde 1905, se comenzó la construcción de otros 19 acorazados, gracias al aumento del gasto naval justificado por las leyes de la marina de guerra de 1898 y 1900. Este incremento, se debió a la determinación del jefe de la armada, el almirante Alfred von Tirpitz y el sentido de una cada vez mayor rivalidad con el Reino Unido. Junto a los clase Brandenburg, los pre-dreadnoughts alemanes, incluían a los buques de las clases Kaiser Friedrich III, Wittelsbach, y Braunschweig, culminando con los clase Deutschland, que sirvieron en ambas guerras mundiales. En general, los buques alemanes, eran menos potentes que sus equivalentes británicos, pero igualmente robustos.

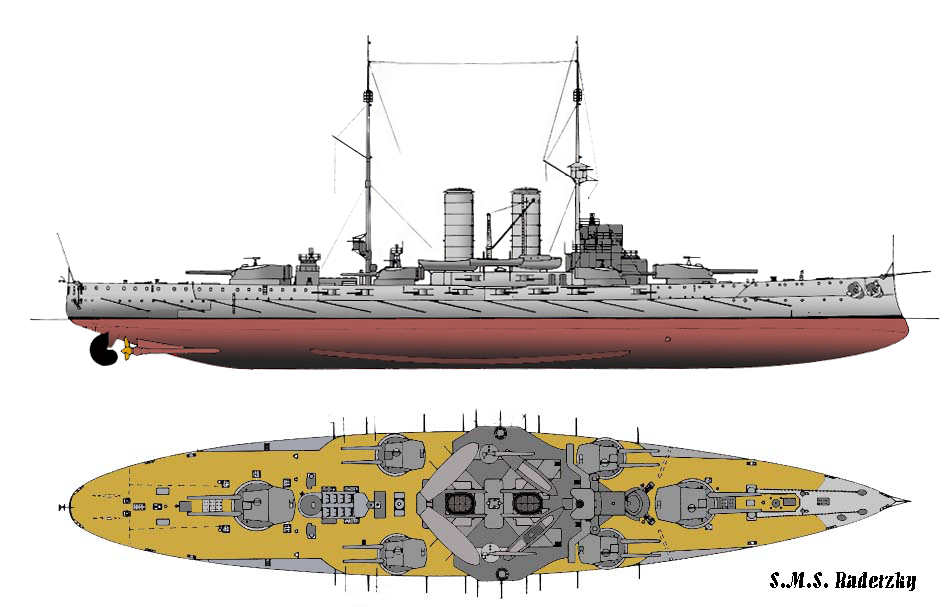
Acorazado de la clase Radetzky, un pre-dreadnought de la Armada austrohúngara.

Rusia entró igualmente en un programa de expansión naval en la década de 1890; uno de los principales objetivos de Rusia, era mantener sus intereses contra la expansión japonesa en lejano oriente. La clase Petropavlovsk comenzada en 1892 inspirado en la clase británica Royal Sovereign; Los buques posteriores, mostraba una mayor influencia francesa en sus diseños, como en la clase Borodino. La debilidad del sector naval en Rusia implicó que muchos de sus buques fueran construidos fuera de sus fronteras; el mejor buque ruso, el Retvizan, fue construido en Estados Unidos. La guerra Ruso-Japonesa de 1904-1905 fue un desastre para los pre-dreadnoughts rusos; de los 15 acorazados completados desde el Petropavlovsk, once fueron hundidos o capturados durante la guerra. Uno de ellos, el famoso Potemkin amotinado y echado a pique, fue reflotado y reasignado posteriormente. Tras la guerra, Rusia completó tras 1905 otros cuatro pre-dreadnoughts.
Entre 1893 y 1904, Italia, puso en grada ocho acorazados; las últimas dos clases, eran marcadamente rápidos, aunque los de la clase Regina Margherita estaban pobremente blindados y, los clase Regina Elena, ligeramente armados. Estos buques, se anticipaban a lo que sería el concepto del crucero de batalla. La Armada austrohúngara, también vio un renacimiento naval durante la década de 1890, aunque ordenó nueve acorazados pre-dreadnought, únicamente fueron concluidos los tres de la clase Habsburg que la aparición del Dreadnought dejó obsoletos.

### América y el Pacífico

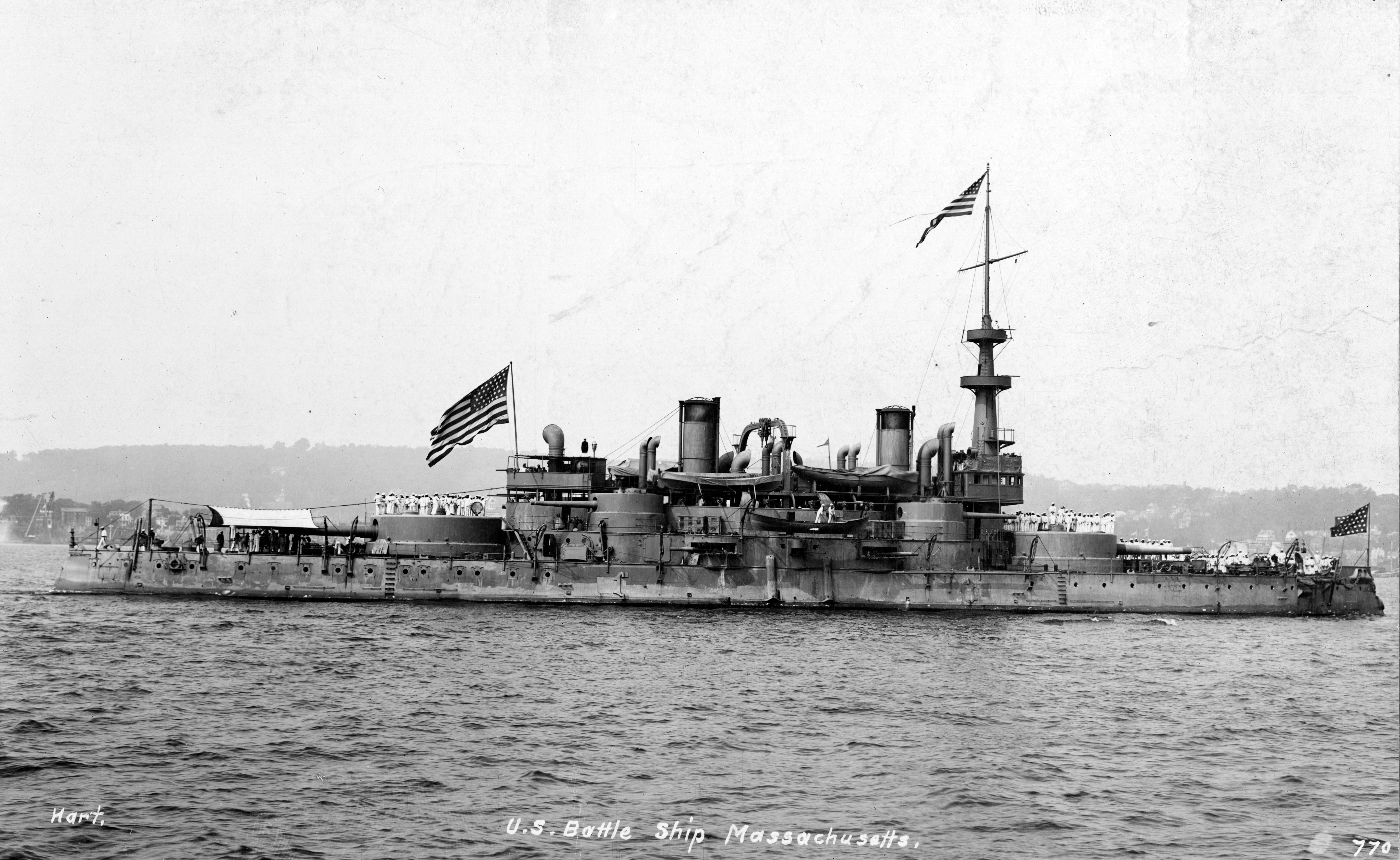
El USS Massachusetts, un acorazado pre-dreadnought botado en 1893.

Los Estados Unidos emprendieron la construcción de acorazados en 1891. Estos buques eran acorazados de defensa costera de corto alcance, similares al británico Hood excepto por la innovación de la batería intermedia de 203 mm. La Armada de los Estados Unidos continuó construyendo acorazados con una autonomía relativamente pequeña, y pobres características marineras con mar gruesa, hasta la aparición de los de la clase Virginia, puestos en grada entre 1901 y 1902. No obstante, los buques anteriores a los clase Virginia derrotaron a la flota española, que no incluía a su único pre-dreadnought, el Pelayo, en la batalla naval de Santiago de Cuba, el mayor combate naval de la guerra hispano-estadounidense. Los Virginia y las dos clases de pre-dreadnought siguientes, fueron concluidos después de la entrada en servicio del Dreadnought y después de iniciarse los trabajos de diseño de las primeras clases de dreadnought de la Armada de los Estados Unidos. La Gran Flota Blanca de los Estados Unidos, compuesta por dieciséis acorazados pre-dreadnought, circunnavegó el mundo desde el 16 de diciembre de 1907, al 22 de febrero de 1909.

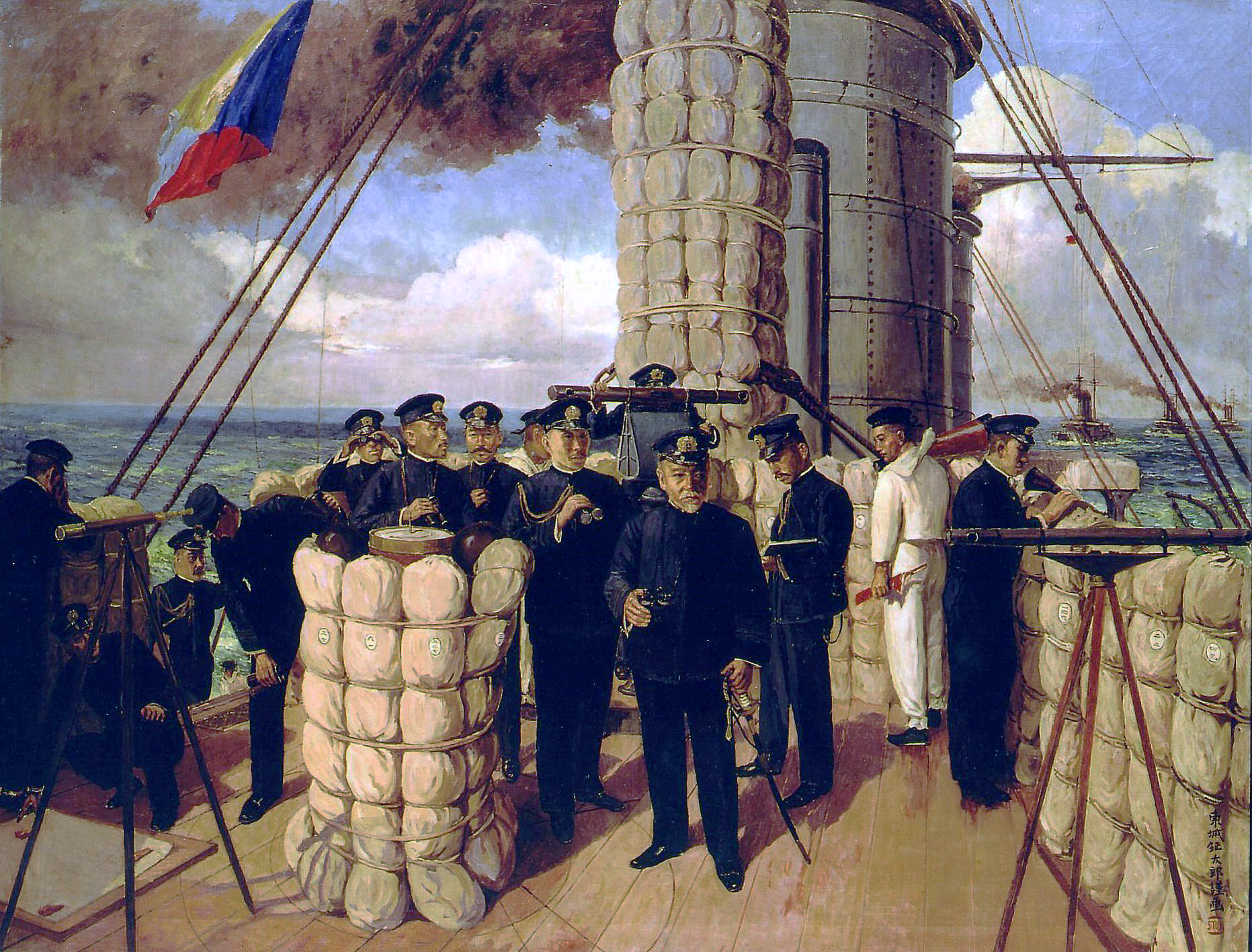
El almirante Togo en el Puente del Mikasa antes de la batalla de Tsushima.

Japón se vio envuelto en las dos mayores batallas navales de la era pre-dreadnought. En la primera, los primeros acorazados pre-dreadnought japoneses, los clase Fuji, aún no estaban concluidos al principio de la primera guerra sino-japonesa de 1894-95, en la cual una flota de cruceros acorazados y cruceros protegidos derrotó a la flota china de Beiyang, compuesta de una mezcla de antiguos ironclads y cruceros en la batalla del río Yalú. Tras su victoria y al sentir la presión rusa en la región, Japón encargó otros cuatro pre-dreadnoughts, para unirse a los dos de la clase Fuji que ya poseía. Estos acorazados formaron el grueso de la flota que derrotó por dos veces a una flota rusa numéricamente superior en la batalla del Mar Amarillo y en la de Tsushima. Tras su victoria en la guerra con Rusia y de apoderarse de ocho acorazados rusos de distinta antigüedad, Japón construyó nuevas clases pre-dreadnought.

## Obsolescencia

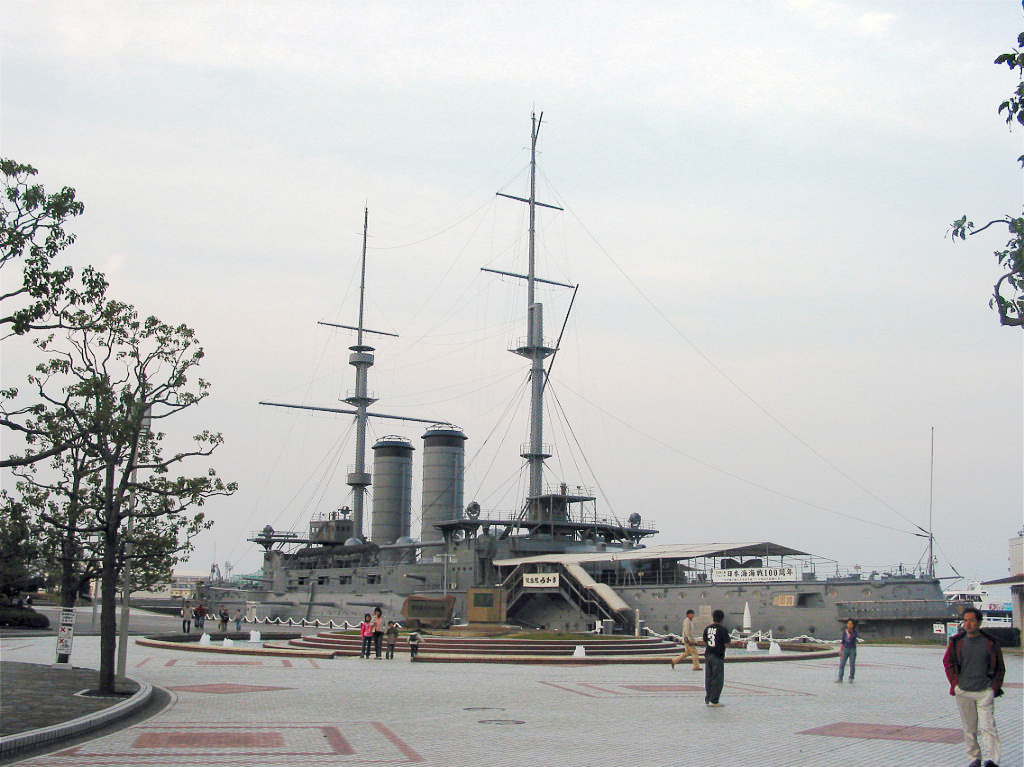
El Mikasa, conservado como un buque museo, es el único pre-dreadnought superviviente hoy en día.

En 1906, fue dado de alta el HMS Dreadnought que dejó obsoletos a todos los acorazados existentes. El Dreadnought, renunciaba a la batería secundaria, para ser capaz de portar diez cañones de 305 mm en lugar de las cuatro piezas que solían portar hasta entonces. Podía disparar ocho piezas a la vez en andanada lateral y seis a proa en vez de cuatro a banda y dos en caza o retirada de sus predecesores. El paso al concepto 'all-big-gun' (todos los cañones grandes), fue la lógica conclusión del incremento de los enfrentamientos a larga distancia, y de las cada vez más pesadas baterías secundarias de los últimos pre-dreadnoughts; Japón y los Estados Unidos, tenían diseños de buques similares en armamento anteriores al Dreadnought, pero no pudieron terminarlos antes que el buque británico. Se percibía que únicamente los cañones de mayor calibre resultaban eficaces en combate, por lo cual, al montar más cañones de 305 mm, el Dreadnought era de dos a tres veces más efectivo en combate con cualquier acorazado existente.
El armamento del nuevo buque no era su única ventaja. El Dreadnought usaba turbinas de vapor para su propulsión, lo que le permitía alcanzar los 21 nudos, frente a los 18 nudos típicos de los acorazados pre-dreadnought. Con una mayor potencia de fuego, y más maniobrable que sus oponentes, dejó anticuados a todos los diseños existentes.
Sin embargo, los pre-dreadnoughts continuaron en servicio activo y vieron un número significativo de acciones, aún cuanto estaban obsoletos. Los dreadnoughts y los cruceros de batalla, se consideraban decisivos para las batallas navales que todas las naciones de la época esperaban, por lo que fueron celosamente guardados ante el riesgo de ser dañados por minas y ataques submarinos. Los obsoletos, y consecuentemente prescindibles pre-dreadnoughts fueron desplegados en las áreas más extensas y situaciones más peligrosas.
El único pre-dreadnought preservado hoy en día es el que fuera buque insignia de la Armada Imperial Japonesa en la batalla de Tsushima, el Mikasa, que se puede visitar en Yokosuka, donde permanece como buque museo desde 1925.

### Primera Guerra Mundial

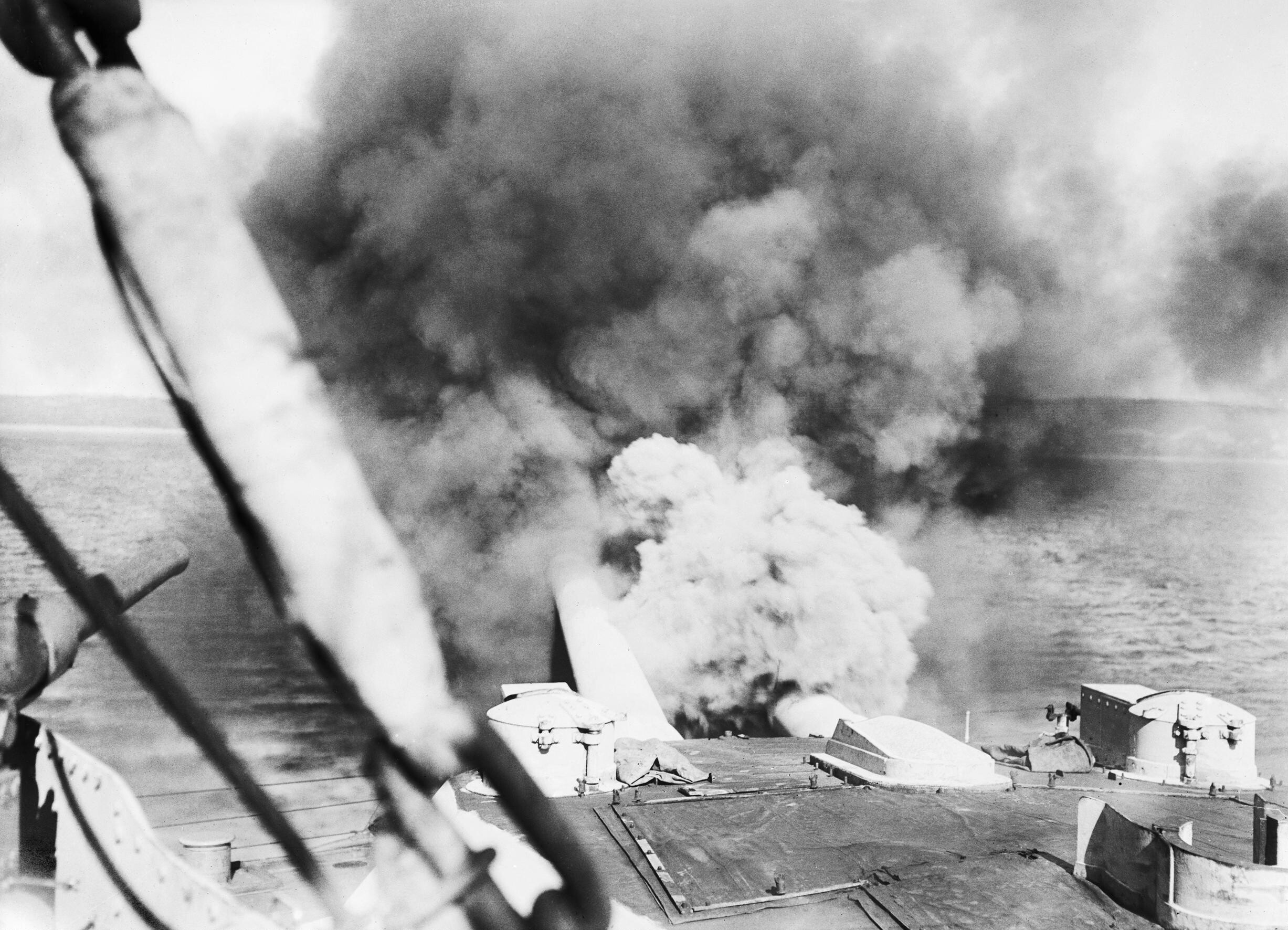
El HMS Canopus disparando sus piezas BL Mk VIII de 305 mm contra baterías costeras turcas en 1915.

Durante la Primera Guerra Mundial, un gran número de pre-dreadnoughts permanecían en servicio. Los avances en maquinaría y armamento, hicieron que un pre-dreadnought no fuera necesariamente equiparable a un crucero acorazado moderno, y que estuviese totalmente en desventaja frente a un moderno acorazado dreadnought o crucero de batalla. Sin embargo, los pre-dreadnoughts, tuvieron un papel importante en la guerra.
Esto se vio ilustrado por los primeros enfrentamientos entre Gran Bretaña y Alemania a finales de otoño de 1914. Dos cruceros acorazados, amenazaban el tráfico marítimo británico en la zona, y el almirantazgo insistía en no enviar al otro extremo del mundo cruceros de batalla de la flota principal, por lo que enviaron al veterano pre-dreadnought de 1896, HMS Canopus. Su escasa velocidad, implicó que los cruceros británicos lo dejaran atrás en la desastrosa batalla de Coronel. El Canopus participó también en la batalla de las islas Malvinas, pero solo cuando encalló para actuar como buque de defensa portuaria y disparó contra el crucero SMS Gneisenau desde 12 350 metros. La posterior batalla, fue decidida por los dos cruceros de batalla de la clase Invincible que habían sido enviados tras la batalla de Coronel. Este enfrentamiento, aparece como el único en que participó directamente un pre-dreadnought británico.
En el mar Negro, cinco acorazados rusos pre-dreadnoughts se enfrentaron contra el crucero de batalla otomano Yavuz durante la batalla del Cabo Sarych en noviembre de 1914.
El principio de que los pre-dreadnoughts estaban disponibles para ser utilizados donde no debía arriesgarse ningún buque moderno, fue adoptado por las armadas británica, francesa y alemana, por lo que pasaron a ser utilizados en escenarios secundarios durante la guerra. La Armada alemana, usó sus pre-dreadnoughts frecuentemente en el mar Báltico. Y un gran número de pre-dreadnoughts participó en la campaña de Galípoli. Doce pre-dreadnoughts británicos y franceses, formaron el grueso de una flota que intentó desembarcar en los Dardanelos en marzo de 1915. El papel de los pre-dreadnoughts, fue el de dar apoyo al nuevo dreadnought Queen Elizabeth contra las defensas costeras turcas. Tres de los pre-dreadnought, fueron hundidos por minas, y otros sufrieron daños graves. Sin embargo, no fueron los daños recibidos por los pre-dreadnoughts los que hicieron que la operación fuera suspendida. Dos cruceros de batalla también fueron dañados; el Queen Elizabeth no podía arriesgarse a entrar en el campo minado, y los pre-dreadnoughts no eran capaces de hacer frente al crucero de batalla turco que se encontraba al otro lado del estrecho. Los pre-dreadnought hundidos en las operaciones de apoyo al desembarco de Galípoli fueron el Goliath, el Triumph y el Majestic.

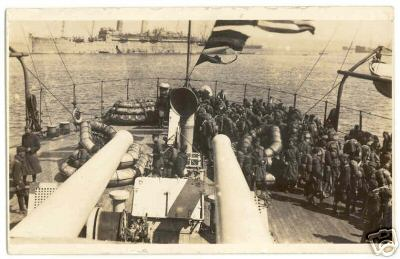
Tarjeta postal del USS Connecticut (BB-18) utilizado como transporte de tropas en 1919.

Una escuadra de pre-dreadnoughts alemanes estuvo presente en la batalla de Jutlandia en 1916; los marineros alemanes los apodaban "buques de cinco minutos", ya que era el tiempo que se esperaba que sobrevivieran en el combate. A pesar de sus limitaciones, la escuadra de pre-dreadnoughts desempeñó un papel útil. Cuando la flota alemana se separó de la batalla, los pre-dreadnoughts se arriesgaron girando frente a la flota británica como forma de hacer pantalla. Sin embargo, sólo un pre-dreadnought fue hundido, el SMS Pommern, cuando se vio envuelto en una confusa acción nocturna cuando las flotas se separaron.
Tras el Armisticio de noviembre de 1918, la US Navy convirtió quince viejos acorazados pre-dreadnought, ocho cruceros acorazados y dos grandes cruceros protegidos para servir temporalmente como transportes. Estos buques, hicieron en total seis travesías transatlánticas cada uno, transportando a casa a más de 145 000 combatientes.

### Segunda Guerra Mundial
Tras la Primera Guerra Mundial, gran parte de los acorazados, tanto dreadnought y pre-dreadnought, fueron desarmados bajo los términos del Tratado Naval de Washington. La mayor parte de estos buques fueron desguazados; otros fueron destruidos en prácticas de tiro, o relegados a tareas de entrenamiento y suministros. El Mikasa, fue una excepción especial al tratado naval de Washington y se conservó como buque museo y memorial.

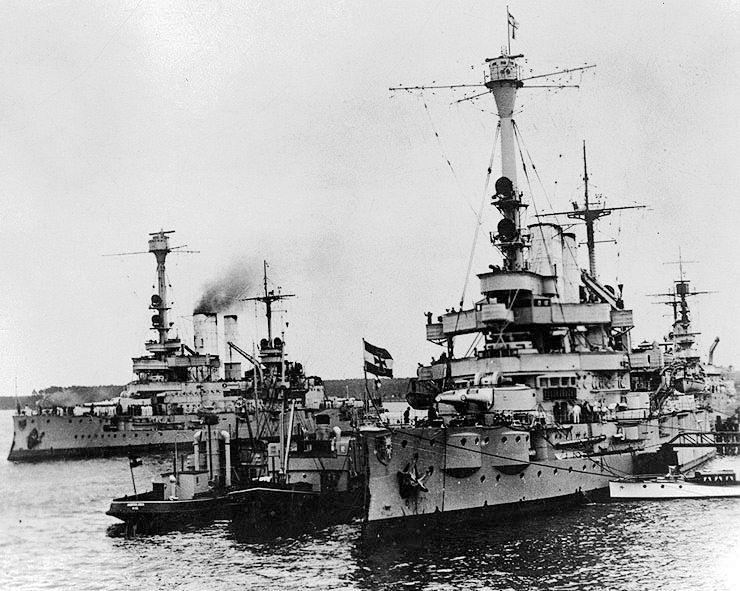
Schlesien y Schleswig-Holstein en puerto en torno a 1930. Ambos buques, sirvieron en la Segunda Guerra Mundial.

Alemania perdió gran parte de su flota entre el autohundimiento de Scapa Flow y según los términos del Tratado de Versalles, se le permitió mantener ocho pre-dreadnoughts, de los cuales, solo podía mantener activos 6 a la vez, que eran contabilizados como acorazados de defensa costera; dos de los cuales, combatieron en la Segunda Guerra Mundial. Uno de ellos, el Schleswig-Holstein, bombardeó la península polaca de Westerplatte al inicio de la invasión de Polonia. El Schleswig-Holstein sirvió la mayor parte del conflicto como buque de entrenamiento; fue hundido mientras era modernizado en diciembre de 1944, y desguazado in situ en enero de 1945. El Schlesien fue minado, y posteriormente, echado a pique en marzo de 1945.
Algunos pre-dreadnoughts inactivos o desarmados, fueron hundidos en acción durante la Segunda Guerra Mundial, como los pre-dreadnoughts griegos Kilkis y Limnos, comprados a la Armada de los Estados Unidos en 1914. Cuando ninguno de los dos estaba en servicio activo, fueron hundidos por bombarderos en picado alemanes tras la invasión de 1941. En el Pacífico, el submarino estadounidense USS Salmon hundió en mayo de 1942 al pre-dreadnought japonés desarmado Asahi, un veterano de Tsushima, cuando servía como buque de reparaciones.